# Skeppsbrokajen

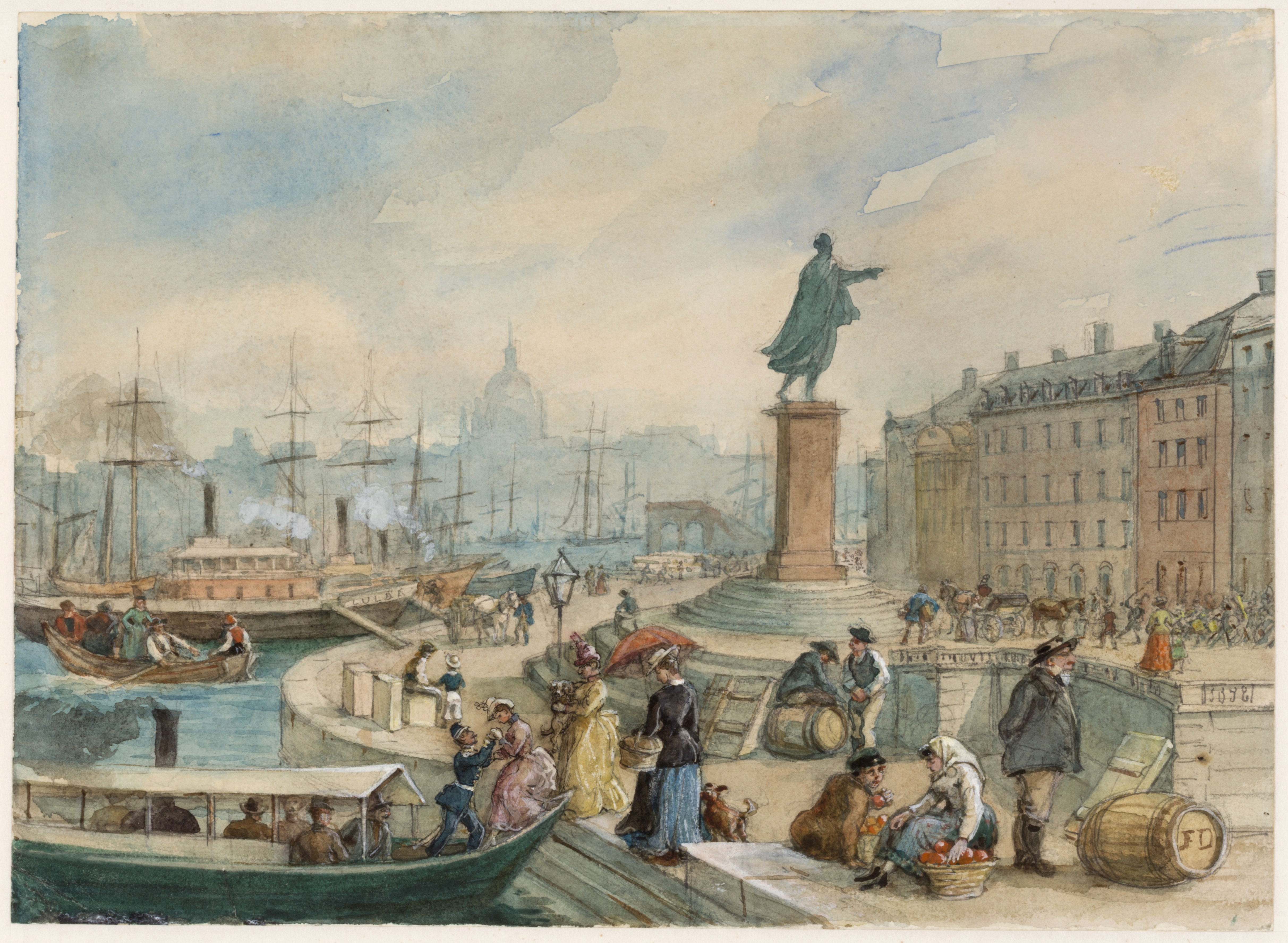
Skeppsbron och statyn av Gustav III. Akvarell av Fritz von Dardel, 1860.

Skeppsbrokajen är  kajen på Skeppsbron i centrala Stockholm.

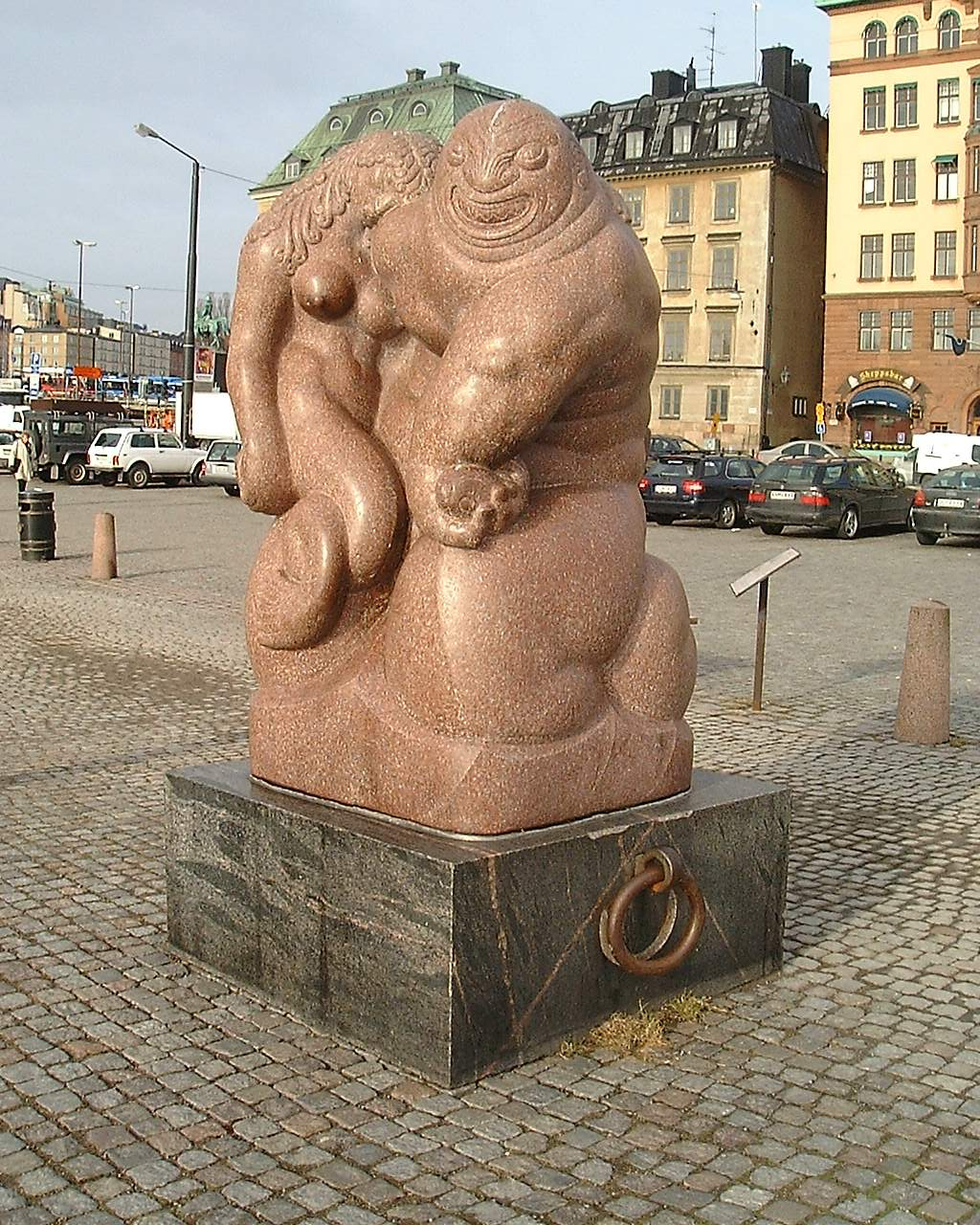
Skulptur Sjöguden av Carl Milles.